# Arheološki kompleks Baktrija-Margiana
Arheološki kompleks Baktrija-Margiana (BMAC) je sodobna arheološka oznaka za določeno civilizacijo srednje bronaste dobe v južni Srednji Aziji, znano tudi kot civilizacija Oxus. Urbano fazo civilizacije ali integracijsko dobo je leta 2010 Sandro Salvatori datiral v ok. 2400–1950 pr. n. št. vendar imata drugačno mnenje Nadežda A. Dubova in Bertille Lyonnet, ok. 2250–1700 pred našim štetjem.
Čeprav se lahko imenuje civilizacija Oxus, ki je očitno osredotočena na zgornji tok Amu Darje (prej reka Oxus) v Baktriji, je večina urbanih območij BMAC dejansko v Margiani (sodobni Turkmenistan) v delti reke Murghab in v gorovju Kopet Dag. Nekaj poznejših (okoli 1950–1450 pr. n. št.) najdišč je v severni Baktriji, trenutno znani kot južni Uzbekistan, vendar so večinoma grobišča, ki pripadajo kulturi Sapali, povezani z BMAC. Ena lokacija BMAC, znana kot Dašli, leži v južni Baktriji, sedanjem ozemlju severnega Afganistana. Najdišča, najdena bolj vzhodno, v jugozahodnem Tadžikistanu, čeprav so sočasna z glavnimi lokacijami BMAC v Margiani, so le grobišča, brez urbanega razvoja, povezanega z njimi.
Sovjetski arheolog Viktor Sarianidi je civilizacijo poimenoval BMAC leta 1976, v obdobju (1969–1979), ko je izkopaval v severnem Afganistanu. Sarianidijeva izkopavanja od poznih 1970-ih naprej so razkrila številne monumentalne strukture na številnih lokacijah, utrjene z impresivnimi zidovi in vrati. Poročila o BMAC so bila večinoma omejena na sovjetske revije. Novinar The New York Timesa je leta 2001 zapisal, da so bile ugotovitve v letih Sovjetske zveze Zahodu večinoma neznane, dokler niso Sarianidijevo delo začeli prevajati v 1990-ih. Vendar so bile nekatere publikacije sovjetskih avtorjev, kot so Masson, Sarianidi, Atagarryev in Berdiev, na voljo Zahodu, prevedene v prvi polovici 1970-ih, malo preden je Sarianidi ugotovitve označil kot BMAC.

## Izvor in kronologija
Italijanski arheologi, kot sta Massimo Vidale in Dennys Frenez, podpirajo hipotezo Sandra Salvatorija, da je Namazga V začetek končne urbane faze, imenovane BMAC, ki pripada integracijski dobi (okoli 2400–1950 pr. n. št.).  Po drugi strani pa ruski in francoski arheologi Nadežda Dubova in Bertille Lyonnet menita, da je obstajala vrzel med koncem faze Namazga III in začetkom BMAC v Margiani in da je bila večina najdišč v Margiani in Baktriji ustanovljena na nedotaknjeni zemlji šele okoli leta 2250 pr. n. št. in je trajala do 1700 pr. n. št..

## Etimologija
Regija je bila najprej imenovana Bakhdi v stari perzijščini, ki je nato oblikovala perzijsko satrapijo Marguš (morda iz sumerskega izraza Marhasi), katere glavno mesto je bil Merv v današnjem jugovzhodnem Turkmenistanu. Takrat se je v srednjeperzijščini imenoval Bāxtriš, v novoperzijščini pa Baxl. Regija je bila omenjena tudi v starodavnih sanskrtskih besedilih kot बाह्लीक ali Bāhlīka. Sodobni izraz Baktrija izhaja iz stare grščine: Βακτριανή (romaniziran grški izraz: Baktrianē) (sodobni Balkh), ki izvira iz sanskrtskega izraza.

## Zgodnja doba pridelave hrane
Obstajajo arheološki dokazi o poselitvi v dobro namočenem severnem vznožju Kopet Daga v obdobju neolitika v Džeitunu. V tej regiji so bile hiše iz blatne opeke prvič naseljene v zgodnjem obdobju proizvodnje hrane, znanem tudi kot neolitik Džeitun, od ok. 7200 do 4600 pred našim štetjem. Prebivalci so bili kmetje s poreklom iz jugozahodne Azije, ki so redili črede koz in ovac ter gojili pšenico in ječmen. Džeitun je dal ime celotnemu neolitskemu obdobju v severnem vznožju Kopet Daga. Na poznem neolitskem najdišču Čagili Depe so kmetje vse pogosteje gojili vrste poljščin, ki so običajno povezane z namakanjem v sušnem okolju, kot je heksaploidna krušna pšenica, ki je postala prevladujoča v bakreni dobi. Ta regija je posejana z značilnostmi iz več obdobij, značilnimi za starodavni Bližnji vzhod, podobnimi tistim jugozahodno od Kopet Daga v nižini Gorgan v Iranu.

## Obdobje regionalizacije
Obdobje regionalizacije se začne v Anau IA s fazo pred bakreno dobo tudi v obronku Kopet Daga od 4600 do 4000 pr. n. št., nato se obdobje razvije od 4000 do 2800 pr. n. št. v Namazga I-III, Ilginli Depe in Altin Depe. V tej bakreni dobi je prebivalstvo regije raslo. Arheolog Vadim Mikhaĭlovich Masson, ki je leta 1946 vodil kompleksno arheološko odpravo v Južnem Turkmenistanu, je videl znake, da so se ljudje v tem času selili v regijo iz osrednjega Irana, s čimer so prinesli metalurgijo in druge inovacije, vendar je mislil, da so se prišleki kmalu pomešali s kmeti Džeitun. (Vadim je bil sin arheologa Mikhaila Massona, ki je pred tem že začel delati na tem istem območju.) Nasprotno pa je ponovno izkopavanje Monjukli Depe leta 2010 odkrilo izrazit prelom v zgodovini poselitve med poznim neolitikom in zgodnjim halkolitikom.
Večje bakrenodobne naselbine so nastale pri Kara-Depeju in Namazga-Depeju. Poleg tega so obstajala manjša naselja v Anau, Dašliji in Jasi-depe. Naselbine, podobne zgodnji ravni v Anau, so se pojavile tudi bolj vzhodno – v starodavni delti reke Tedzen, na mestu oaze Geoksiur. Približno 3500 pr. n. št. se je kulturna enotnost območja razdelila na dva lončarska sloga: barvita na zahodu (Anau, Kara-Depe in Namazga-Depe) in bolj stroga na vzhodu pri Altin-Depeju in naselbinah oaze Geoksiur. To lahko odraža nastanek dveh plemenskih skupin. Zdi se, da so se okoli 3000 pr. n. št. ljudje iz Geoksiurja preselili v delto Murghaba (kjer so se pojavile majhne, razpršene naselbine) in dosegli vzhodneje v dolino Zarafšan v Transoksaniji. Na obeh območjih je bila v uporabi keramika, značilna za Geoksiur. V Transoksaniji so se naselili v Sarazmu pri Pendžikentu. Na jugu so temeljne plasti Šahr-i Sōkhta na bregu reke Helmand v jugovzhodnem Iranu vsebovale keramiko tipa Altin-Depe in Geoksiur. Tako so bili kmetje Irana, Turkmenistana in Afganistana povezani z razpršenimi kmetijskimi naselbinami.

## Obdobje pozne regionalizacije
V regiji Kopet Dag, pri Altin Depeju, je trajala faza Namazga III (okoli 3200–2800 pr. n. št.) in je pokazala pozno bakrenodobno kulturo na začetku dobe pozne regionalizacije.
V zgodnji bronasti dobi, ob koncu pozne regionalizacijske dobe (2800 do 2400 pr. n. št.), je kultura oaz Kopet Dag na mestu Altin-Depe razvila proto-urbano družbo. To ustreza fazi IV pri Namazga-Depe. Altin-Depe je bil že takrat glavno središče. Lončarstvo so vrteli. Pridelovali so grozdje.

## Integracijska doba: civilizacija Oxus
Vrhunec urbanega razvoja je bil dosežen v srednji bronasti dobi, znani tudi kot integracijska doba, predvsem v treh regijah, vznožje Kopet Daga, Margiani in južni Baktriji, pa tudi nekaj ostankov pokopališč, nedavno najdenih v jugozahodnem Tadžikistanu.

### Kopet Dag, Namazga V faza
Urbano obdobje BMAC se začne v piemontu Kopet Dag, kot pravi Massimo Vidale, kar ustreza ravni V Namazga-Depe (okoli 2400-2000 pr. n. št.).] Namazga Depe, ki doseže ok. 52 hektarjev in ima morda 17–20.000 prebivalcev ter Altin Depe z največjo velikostjo ok. 25 hektarjev in 7–10.000 prebivalcev sta bili dve veliki mesti v vznožju Kopet Dag. Za ta urbani razvoj se šteje, da ni trajal od leta 2400 pr. n. št., ampak od ok. 2250 do 1700 pr. n. št. po nedavni objavi Lyonneta in Dubove.

### Margiana, faza Keleli
Identifikacija prve večje naselbine v Margiani je bila mogoča z izkopavanji pri Keleli 3 in 4, in to sta tipični najdišči faze Keleli. Massimo Vidale (2017) meni, da je za Kelelijevo fazo značilen pojav prvih palačnih spojin od 2400 do 2000 pr. n. št.. Keleli je približno 40 km severozahodno od Gonurja; ki vključuje Keleli 3 s štirimi hektarji, za katerega so značilni stolpi v dvojnem obodnem zidu, štirje enaki vhodi in hiše na jugozahodu mesta. Naselje Keleli 4 obsega okoli tri hektare, z enakimi značilnostmi v obzidju. Sandro Salvatori (1998) je komentiral, da se je faza Keleli začela nekoliko kasneje kot obdobje Namazga V.

### Margiana, faza Gonur
Sarianidi je fazo Gonur obravnaval kot gibanje ljudi iz prejšnje faze Keleli proti jugu. V starodavni regiji Margiana je najdišče Gonur Depe največje od vseh naselij v tem obdobju in je ob delti reke Murghab v južnem Turkmenistanu s površino okoli 55 hektarjev. Skoraj elipsasto utrjen kompleks, znan kot Gonur sever, vključuje tako imenovano Monumentalno palačo, druge manjše zgradbe, templje in obredne kraje, skupaj s Kraljevo nekropolo in zbiralniki vode, ki so jih italijanski arheologi datirali od okoli 2400 do 1900 pred našim štetjem. Vendar ga francoski in ruski učenjaki, kot sta Lyonnet in Dubova, datirajo v ok. 2250-1700 pred našim štetjem.

### Južna Baktrija
V južni Baktriji, severnem Afganistanu, najdišče Dašli 3 prav tako velja za poselitev iz srednje bronaste do pozne bronaste dobe (2300–1700 pr. n. št.), vendar je njegov začetek verjetno pozneje kot 2300 pr. n. št., čeprav prej kot 2000 pr. n. št., če upoštevamo nove datacije za BMAC, ki sta jih opravila Lyonnet in Dubova. Stari kompleks Dašli 3, včasih identificiran kot palača, je utrjen pravokoten kompleks velikosti 88 m x 84 m. Kvadratna stavba je imela masivne dvojne zunanje stene in na sredini vsake stene je bila štrleča stran, sestavljena iz hodnika v obliki črke T, ki sta ga obdajala dva hodnika v obliki črke L.

### Jugozahodni Tadžikistan
Nova arheološka raziskava je nedavno odkrila na treh starodavnih pokopališčih v jugozahodnem Tadžikistanu, imenovanih Farkhor, Gelot (v okrožju Kulob) in Darnajči, keramiko, na katero je vplival prehod Namazga IV in Namazga V iz zgodnje v srednjo bronasto dobo, kar lahko kaže na prisotnost prebivalcev BMAC v tej regiji, ki so prej veljali za izven njihovega pritoka. Gelotov grob N6-13 je bil datiran v 2203–2036 kal pr. n. št. (2 sigmi), Darnajčijev grob N2-2 pa v 2456–2140 kal pr. n. št. (2 sigmi). Farkhorjevo pokopališče je na desnem bregu reke Pandž, zelo blizu mesta Indske civilizacije Šortughai.

## Materialna kultura

### Kmetijstvo in gospodarstvo
Prebivalci BMAC so bili stalno naseljeni ljudje, ki so se ukvarjali z namakalnim kmetovanjem pšenice in ječmena. S svojo impresivno materialno kulturo, vključno z monumentalno arhitekturo, bronastim orodjem, keramiko in nakitom iz poldragih kamnov, ima kompleks številne značilnosti civilizacije. Kompleks lahko primerjamo s praurbanimi naselji v Helmandskem bazenu pri Mundigaku v zahodnem Afganistanu in Šahr-e Sukhteh v vzhodnem Iranu ali pri Harapi in Mohendžo-daro v dolini Inda.
Modeli dvokolesnih vozičkov iz ok. 3000 pr. n. št., najdena v Altin-Depeju, je najzgodnejši dokaz o transportu s kolesi v Srednji Aziji, čeprav modeli koles prihajajo iz kontekstov, ki so morda nekoliko zgodnejši. Sodeč po vrsti vprege so vozove sprva vlekli voli ali bik. Vendar so bile kamele udomačene znotraj BMAC. Model voza, ki ga vleče kamela iz ok. 2200 pr. n. št. je bilo najdeno v Altin-Depe.ref>Kirtcho, L. B. (2009). »The earliest wheeled transport in Southwestern Central Asia: new finds from Alteyn-Depe«. Archaeology, Ethnology and Anthropology of Eurasia. 37 (1): 25–33. doi:10.1016/j.aeae.2009.05.003.</ref>

### Umetnost
Boginje plodnosti, imenovane baktrijske princese, izdelane iz apnenca, klorita in gline, odražajo agrarno bronastodobno družbo, medtem ko obsežen korpus kovinskih predmetov kaže na sofisticirano tradicijo obdelave kovin. Oblečene v velike stilizirane obleke in pokrivala, ki se zlivajo z lasmi, "baktrijske princese utelešajo visoko boginjo, lik srednjeazijske mitologije, ki ima regulativno vlogo in pomirja neukročene sile.
- Ženska figurica tipa Baktrijske princese; med 3. tisočletjem in 2. tisočletjem pr. mineralna skupina klorit (obleka in pokrivala) in apnenec (obraz in vrat); višina: 17,3 cm, širina: 16,1 cm; Louvre
- Sekira z demonom z orlovo glavo in živalmi; pozno 3.–začetek 2. tisočletja pr. n. št. pozlačeno srebro; dolžina: 15 cm; Metropolitanski muzej umetnosti (New York)
- figurica kamele; konec 3.–zgodnje 2. tisočletja pr. n. št.; bakrove zlitine; 8,89 cm; Metropolitanski muzej umetnosti
- Pošastna moška figura; konec 3.–zgodnje 2. tisočletja pr. n. št.; klorit, kalcit, zlato in železo; višina: 10,1 cm; Metropolitanski muzej umetnosti
- glava sekire; konec 3.–zgodnje 2. tisočletja pr. n. št.; bakrove zlitine; višina: 2,8 cm, dolžina: 7,2 cm, debelina: 1,8 cm, teža: 82,5 g; Metropolitanski muzej umetnosti
- Ženska figurica tipa Baktrijske princese; med 3. in 2. tisočletjem pr. n. št. sivi klorit (obleka in pokrivala) in kalcit (obraz); Muzej Barbier-Mueller (Ženeva, Švica)
- Ženska figurica tipa Baktrijske princese; med 3. in 2. tisočletjem pr. sivi klorit (obleka in pokrivala) in kalcit (obraz); Muzej Barbier-Mueller
- Čaša s pticami na robu; konec 3.–zgodnje 2. tisočletja pr. n. št.; elektrum; višina: 12 cm, širina: 13,3 cm, globina: 4,5 cm; Metropolitanski muzej umetnosti
- Obdelana teža; konec 3.–zgodnje 2. tisočletja pr. n. št.; klorit; 25,08 x 19,69 x 4,45 cm; Muzej umetnosti okrožja Los Angeles (ZDA)
- Ženska figurica tipa Baktrijske princese; 2500–1500; klorit (obleka in pokrivala) in apnenec (glava, roke in noge); višina: 13,33 cm; Muzej umetnosti okrožja Los Angeles (ZDA)
- Posoda z vzorcem giljoše; 2000–1500; klorit; 3,33 x 6,67 x 3,81 cm; Muzej umetnosti okrožja Los Angeles
- Ženska figurica tipa Baktrijske princese; 2. tisočletje pred našim štetjem; klorit in kalcit; Louvre
- Sedeča boginja, primer baktrijske princese, bronastodobna Baktrija, arheološki kompleks Baktrija–Margiana, približno 2000 pr. n. št. klorit in apnenec. Srednjeazijska umetnost, muzej Miho, Japonska.[24][25]

### Arhitektura
Sarianidi meni, da je Gonur prestolnica kompleksa v Margiani skozi celotno bronasto dobo. Palača severnega Gonurja meri 150 metrov krat 140 metrov, tempelj v Togoloku 140 metrov krat 100 metrov, utrdba Keleli 3125 × 125 metrov in hiša lokalnega vladarja v Addži Kuiju 25 × 25 metrov. Vsaka od teh mogočnih struktur je bila obsežno izkopana. Medtem ko imajo vsi impresivne utrdbene zidove, vrata in opore, ni vedno jasno, zakaj je ena stavba prepoznana kot tempelj, druga pa kot palača. Mallory poudarja, da utrjene naselbine BMAC, kot sta Gonur in Togolok, spominjajo na kila, vrsto utrdbe, znano v tej regiji v zgodovinskem obdobju. Lahko so okrogle ali pravokotne in imajo do tri obkrožajoče stene. Znotraj utrdb so stanovanjske četrti, delavnice in templji.
Ljudje kulture BMAC so bili zelo spretni pri obdelavi različnih kovin, vključno z bronom, bakrom, srebrom in zlatom. To potrjujejo številni kovinski artefakti, najdeni po vseh najdiščih.
V oazi Geoksiur so odkrili obsežne namakalne sisteme.

### Pisanje
Odkritje enega samega drobnega kamnitega pečata (znanega kot Anauski pečat) z geometričnimi oznakami na najdišču BMAC v Anau v Turkmenistanu leta 2000 je nekatere privedlo do trditve, da je kompleks Baktrija-Margiana razvil tudi pisavo in se zato lahko dejansko šteje za pismeno civilizacijo. Ima pet oznak, ki so podobne kitajskim znakom mali pečat. Edino ujemanje s tjulnjem Anau je majhen reaktivni tjulenj skoraj enake oblike iz Nijä (blizu današnjega Minfenga) vzdolž južne svilne poti v Šindžjangu, ki je prvotno veljal za dinastijo Zahodni Han, zdaj pa naj bi segal v leto 700 pr. n. št..

## Arheološke interakcije s sosednjimi kulturami
Materiali BMAC so bili najdeni v civilizaciji doline Inda, na Iranskem višavju in v Perzijskem zalivu. Najdbe na lokacijah BMAC zagotavljajo dodatne dokaze o trgovskih in kulturnih stikih. Vključujejo cilindrični pečat elamitskega tipa in harapski pečat z vtisnjenim slonom in indsko pisavo, najden v Gonur-depeju. Zdi se, da je bil odnos med Altin-Depejem in dolino Inda še posebej močan. Med najdbami sta bila dva harapska pečata in predmeti iz slonovine. Harapska naselbina Šortugai v severnem Afganistanu na bregovih Amu Darje je verjetno služila kot trgovska postaja.
Obstajajo dokazi o trajnem stiku med BMAC in evrazijskimi stepami na severu, kar je okrepilo ok. 2000 pr. n. št. V delti Amu Darje, kjer se izliva v Aralsko jezero, so njene vode kanalizirali za namakalno poljedelstvo ljudje, katerih ostanki spominjajo na ostanke nomadov iz Andronovske kulture. To se razlaga kot nomadi, ki so se po stiku z BMAC naselili na poljedelstvo, znano kot kultura Tazabagjab. Približno leta 1900 pred našim štetjem so se obzidana središča BMAC močno zmanjšala. Vsaka oaza je razvila svoje vrste keramike in drugih predmetov. Tudi keramika kulture Tazabagjab-Andronovo na severu se je pogosto pojavljala na baktrijskem in margijskem podeželju. Številne trdnjave BMAC so bile še naprej zasedene in v njih se pojavlja grobo vrezana keramika Tazabagjab-Andronovo (skupaj s prejšnjo keramiko BMAC), pa tudi v pastirskih taboriščih zunaj zidov iz blatne opeke. V visokogorju nad baktrijskimi oazami v Tadžikistanu so se pojavila kurganska pokopališča tipa Vakš in Biškent z lončenino, ki je mešala elemente pozne tradicije BMAC in Tazabagjab-Andronovo. Tudi v južnih baktrijskih najdiščih, kot je Sapali Tepe, so vidne vse večje povezave z Andronovsko kulturo. V obdobju 1700–1500 pr. n. št. so kovinski artefakti iz Sapali Tepeja izhajali iz kulture Tazabagjab-Andronovo.
Nove raziskave v regiji Murghab, pri izkopavanjih na obrambnem obzidju Addži Kui 1, so pokazale, da so pastirji prisotni in živeli na robu mesta že v drugi polovici srednje bronaste dobe (okoli 2210-1960 pr. n. št.) in sobivali s prebivalstvom BMAC, ki je živelo v 'citadeli'.